# Катик

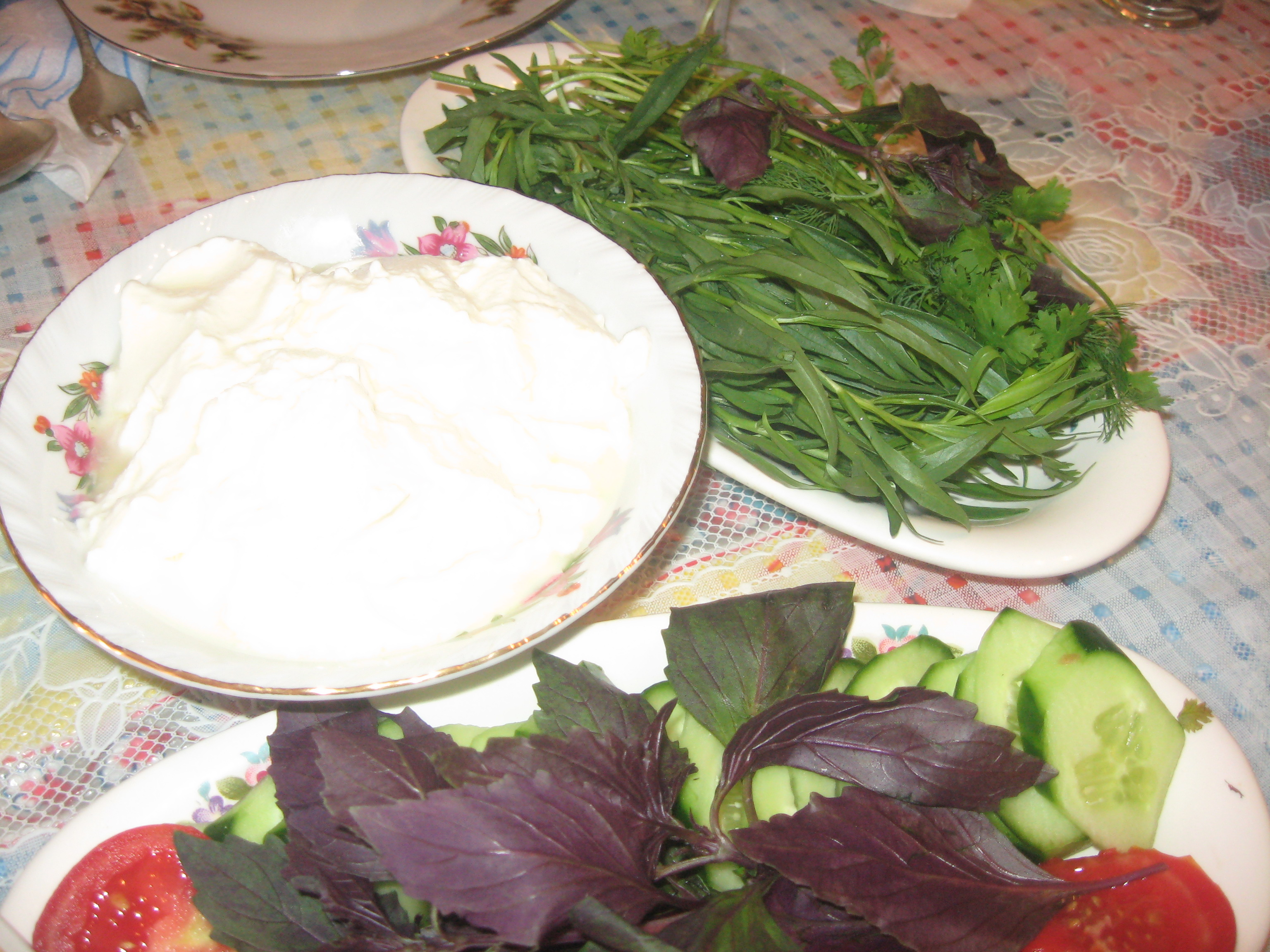

Кати́к (азерб. qatıq, башк. ҡатыҡ, каз. қатық, кирг. катык, тат. катык, туркм. gatyk,тадж. қатиқ,чакка, узб. qatiq, уйг. қатиқ, крим. qatıq) — кисломолочний напій, поширений у кухнях народів Близького і Середнього Сходу.
Слово катык означає «добавка (кат) до їжі», «приправа», «соус».
У кухнях народів Середньої Азії, Казахстану, Закавказзя, Башкирії, Татарстану, Бурятії, Калмикії, Туви широко використовуються різні вироби з молока і молочні продукти для приготування супів, м'ясних і молочних страв. Ці вироби готують зазвичай домашнім способом і використовують їх не лише як напівфабрикати, але і як самостійну страву з хлібом. Більшість з них виходять за допомогою закисання молока, причому прийоми у всіх тюркомовних народів подібні.
Такими є катик, тарак, сузьма, курт, айран, каймак.
Від кисляку катик відрізняється насамперед тим, що заквашується не з сирого, а з кип'яченого молока і що процес заквашування відбувається за певних умов. Катик роблять з одного якого-небудь виду молока, а не з суміші.

## Приготування
По-перше, молоко не просто попередньо кип'ятять, а витоплюють, помішуючи на повільному вогні, або в глиняній посудині в духовці так, щоб воно при цьому не закипало, а нагрівалося до 90°С, втрачаючи від 15 до 30 % води. Це створює щільнішу консистенцію в катика порівняно з кисляком, а також веде до майже повної відсутності відстою у вигляді сироватки при скисанні (якщо сироватка і з'являється в невеликій кількості, то тільки зверху, а не знизу маси катика).
По-друге, для рівномірного закисання, а головне, щоб уникнути побічних процесів — прогіркання, передчасного осирнення тощо — молоко після кип'ятіння проціджують через легку бавовняну тканину або через марлю, складену вдвічі-вчетверо. Після проціджування в марлі повинен залишитися пружний згусток солодкуватого смаку.
По-третє, температура молока, при якій заквашується катик, не повинна перевищувати 40°С. Оптимальна температура росту кисломолочних паличок катика в молоці — від 30 до 40°С.
По-четверте, закваскою для катика служить катик попереднього дня з розрахунку 100 г на 1 л молока (причому чим старіші грибки катика, тим він міцніший, щільніший, тобто якість його краща). Попередньо закваску добре розмішують в окремому посуді, потім вливають в тепле молоко, ретельно і одномірно розмішують в ньому, після чого посуд (емальований, порцеляновий, керамічний, скляний, але тільки не металевий) закривають блюдцем, ретельно закутують у що-небудь тепле (у цей час треба старатися не струсити молоко) і ставлять в теплій кімнаті на 8—10 год, після чого виносять у прохолодне приміщення для ущільнення згустку і запобігання перекисанню.
У разі відсутності катика для початкової закваски можна використовувати кисле молоко (кисляк), отримуване з сирого молока в такий спосіб: у свіже молоко, найкраще парне, кладуть сметану (100—150 г на 1 л молока) і ставлять на добу в тепле місце відкритим. 100 г з отриманого кисляку достатньо для закваски 1 л катика.
Катик, отриманий вдруге-втретє, набуде характерного для нього вигляду, консистенції та смаку. Хороший катик має щільну, однорідну, без крупинок, консистенцію, приємний освіжаючий смак.
У Татарстані й Башкирії катик нерідко приготовляють з буряком або вишнями. Для цього буряк варять або печуть у шкірці, потім очищають, дрібно нарізають соломкою і кладуть у ще зовсім гаряче молоко до закваски катика. У вишні просто видаляють кісточки й розминають м'якоть товченням.
На 1 л молока беруть половину невеликого буряка або 2—3 вишні.
Катик (мацун) слугує напівфабрикатом для приготування інших молочних виробів — сузьми, курту, айрану, чивоту, пішлока, а також приправою в різні супи та інші страви.
Раніше в кримськотатарській кухні для його приготування використовували  овече молоко, але зараз поширено і варіант з коров'ячого молока.